# Nerilla taurica
Nerilla taurica är en ringmaskart som beskrevs av Skulari 1997. Nerilla taurica ingår i släktet Nerilla och familjen Nerillidae. Inga underarter finns listade i Catalogue of Life.